# Lac La Loche
Lac La Loche är en sjö i Kanada.   Den ligger i provinsen Saskatchewan, i den centrala delen av landet, 2 600 km väster om huvudstaden Ottawa. Lac La Loche ligger 440 meter över havet. Arean är 206 kvadratkilometer. Den sträcker sig 27,1 kilometer i nord-sydlig riktning, och 19,0 kilometer i öst-västlig riktning.
Trakten runt Lac La Loche är nära nog obefolkad, med mindre än två invånare per kvadratkilometer.